# パーシー・ダグラス (第10代クイーンズベリー侯爵)

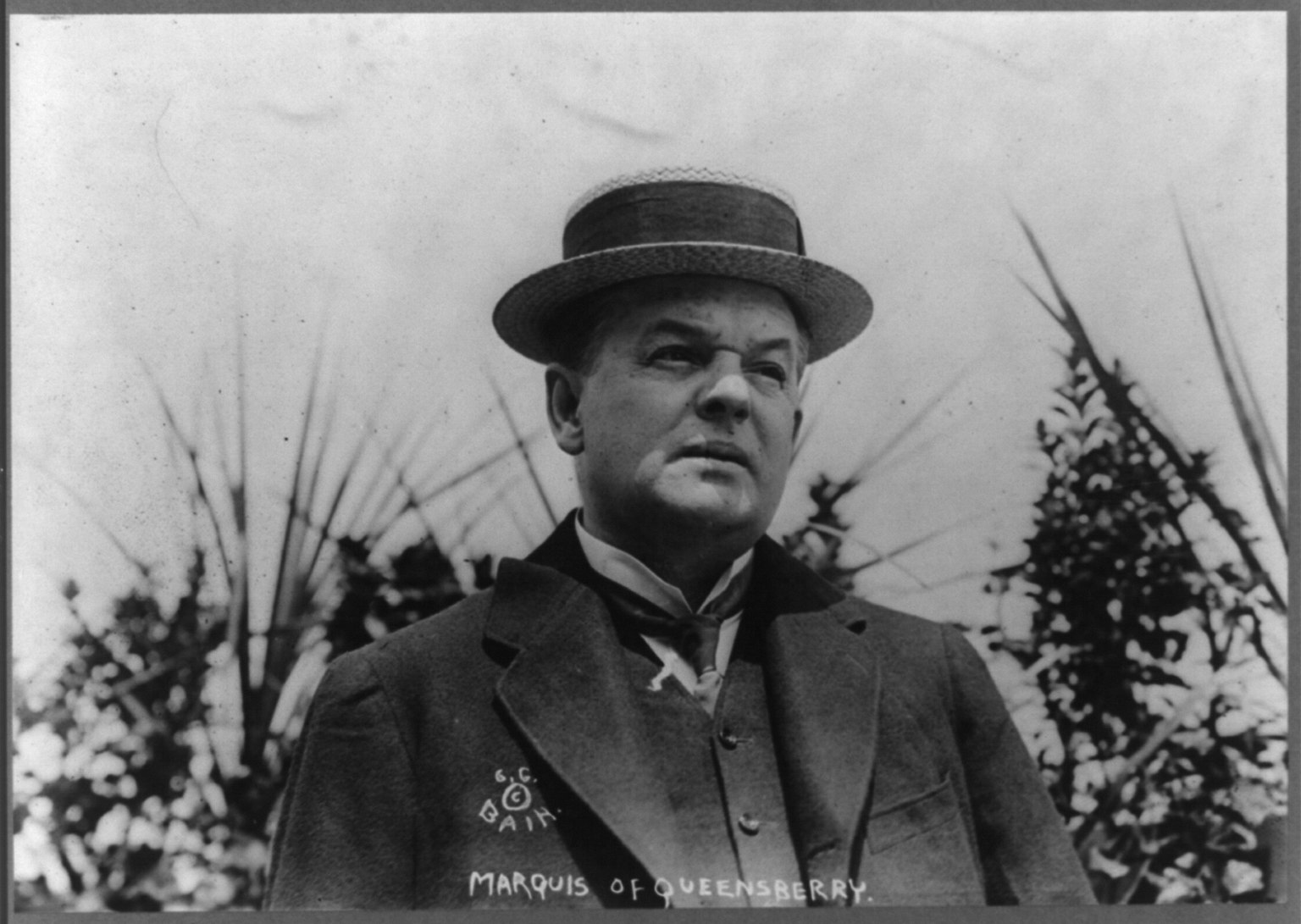
第10代クイーンズベリー侯爵、1912年撮影。

第10代クイーンズベリー侯爵パーシー・ショルト・ダグラス（英語: Percy Sholto Douglas, 10th Marquess of Queensberry、1868年10月13日 – 1920年8月1日）は、スコットランド貴族。爵位継承から18か月も満たないうちに財産を使い果たし、破産宣告を受けた。

## 生涯
第9代クイーンズベリー侯爵ジョン・ショルト・ダグラスと1人目の妻シビル（Sibyl、旧姓モンゴメリー（Montgomery）、1935年10月31日没、アルフレッド・モンゴメリーの娘）の次男として、1868年10月13日に生まれた。兄フランシス・アーチボルドは政治家になり、1893年にケルヘッド男爵に叙されたが、1894年に生涯未婚のまま死去していた。
イギリス海軍で士官候補生を務めた後、1889年から1891年までスコティッシュ・ボーダラーズ第3大隊の少尉を務めた。
1893年、「聖職者の娘と結婚した」という理由で父から「あの鼻つまみの我が息子」（that so-called skunk of a son of mine）と勘当された。その後、西オーストラリアのゴールドラッシュによりオーストラリアに渡り、帰国した後に父と和解した。1895年、父とオスカー・ワイルドの裁判の最中に父から襲われた。さらに父の死去直前、父から面会を許可されたが、面会の最中に唾を吐かれた。そして、1900年1月31日に父が死去すると、クイーンズベリー侯爵位を継承した。『オックスフォード英国人名事典』では父のかんしゃくの理由を梅毒と推測している。
爵位継承から18か月も満たないうちに侯爵家の財産を使い果たし、1901年8月に破産宣告を受け、債務整理ののち1903年6月12日に破産状態を解除した。しかし、その後も1912年、1920年に破産裁判所で判決を受けた。
1902年8月9日、エドワード7世とアレクサンドラ王妃の戴冠式に出席した。
1911年よりシカゴやニューヨーク市で記者を務めた。
1920年8月1日に死去、長男フランシス・アーチボルド・ケルヘッドが爵位を継承した。

## 家族
1893年9月11日、アンナ・マリア・ウォルターズ（Anna Maria Walters、1917年4月25日没、聖職者トマス・ウォルターズの娘）と結婚、2男1女をもうけた。
- ドロシー・マデリーン（Dorothy Madeline、1894年7月5日 – 1939年以降） - 1923年10月4日、エズモンド・ブラスネル・パーマー（Esmond Brasnell Palmer、1953年8月5日没、ウィリアム・クレイトン・パーマーの息子）と結婚。第一次世界大戦と第二次世界大戦で英国赤十字社の一員としてボランティア活動を行った[4]
- フランシス・アーチボルド・ケルヘッド（英語版）（1896年1月17日 – 1954年4月27日） - 第11代クイーンズベリー侯爵[4]
- セシル・チャールズ（1898年12月27日 – 1981年2月26日） - 1927年7月20日、ルビー・カークリー（Ruby Kirkley、1981年5月9日没、ジョージ・ド・ヴィアー・フェンの娘、セント・ベッド・カークリーの未亡人）と結婚、1女をもうけた[4]

1918年12月4日、マリー・ルイーザ・モーガン（Marie Louisa Morgan、1956年4月4日没、リチャード・ビッケルの娘、アーネスト・モーガンの未亡人）と再婚した。